# Christine Yeblé
Christine Yeblé Lohouès (* 18. Oktober 1992 in Petit Abidjan-Youkou, Sassandra) ist eine ivorische Fußballspielerin.

## Karriere

### Verein
Lohoues startete ihre Karriere mit dem Club Omnisport Omness Dabou. 2009 verließ sie die A-Jugend des CO Omness Dabou und wechselte zu den Sisters of Eleven Gagnoa. Nach zwei Jahren für die Sisters, entschied sie sich für einen Wechsel zum Stadtrivalen Onze Sœurs de Gagnoa.

### Nationalmannschaft
Seit November 2011 steht sie im Kader der Ivorische Fußballnationalmannschaft der Frauen und wurde am 26. Oktober 2012 für den Coupe d’Afrique des nations féminine de football nominiert.